# Mieczysław Bilski (literat)

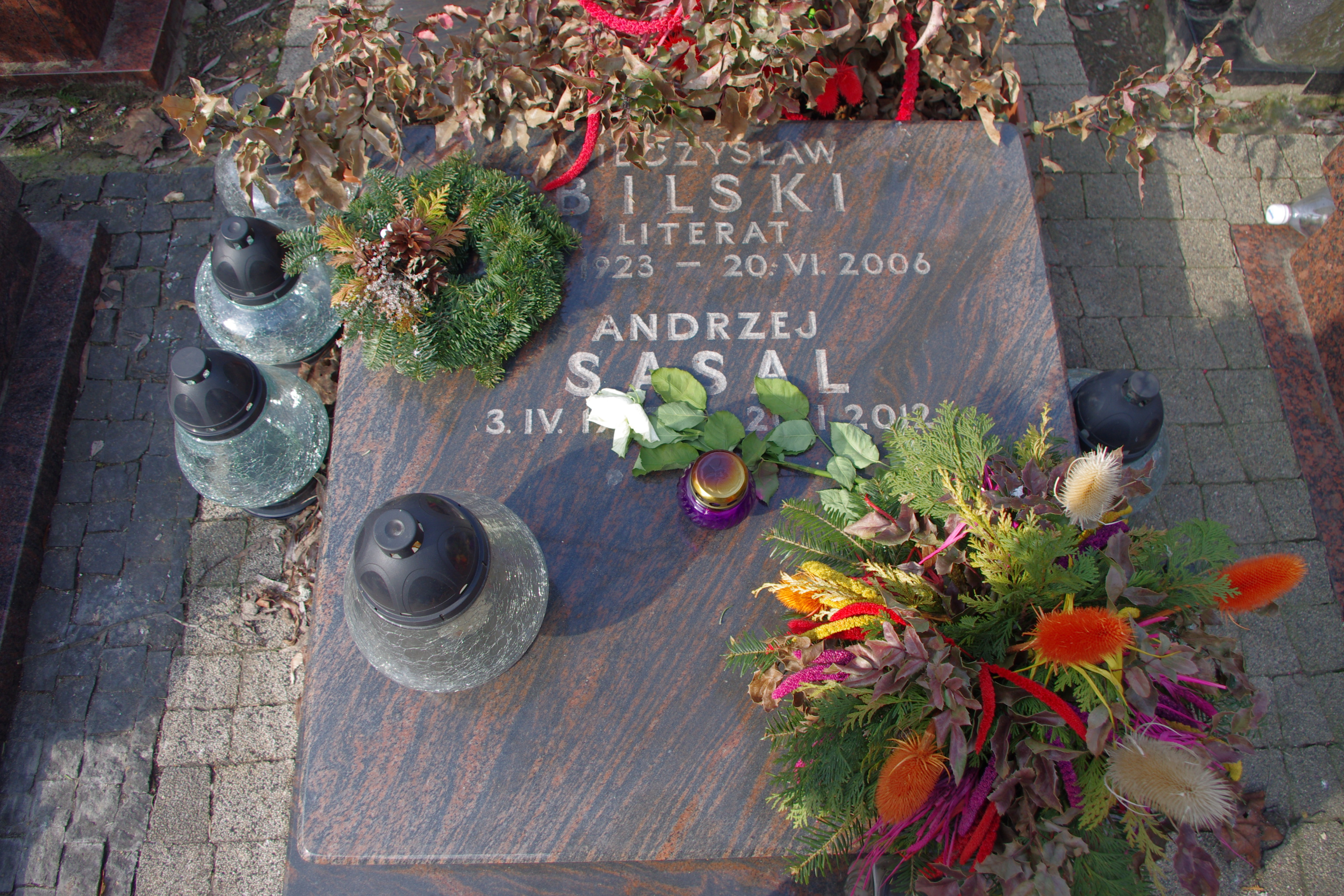
Grób literata Mieczysława Bilskiego na Cmentarzu Wojskowym na Powązkach w Warszawie

Mieczysław Bilski, ps. Willy (ur. 27 listopada 1923 w Końskich, zm. 20 czerwca 2006 w Warszawie) – polski dziennikarz i literat, publicysta Sztandaru Młodych i Przeglądu Sportowego, zastępca redaktora naczelnego Treningu. Członek Związku Literatów Polskich.

## Życiorys
Był synem Rocha i Apolonii Kowalczyk. W czasie II wojny światowej od 3 maja 1941 działał w Armii Krajowej pod pseudonimem Willy w oddziale Szarego Antoniego Hedy. Brał udział w akcji odbijania więźnia w Końskich. W 1947 został absolwentem Liceum ogólnokształcącego w Słupsku, a w 1951 Akademii Wychowania Fizycznego w Warszawie. W latach 1952–1967 był dziennikarzem Sztandaru Młodych, gdzie był starszym redaktorem i pełnił funkcję zastepcy kierownika działu sportowego. W latach 1967–1970 był kierownikiem działu sportowego w redakcji gazety Głos Pracy. Od 1 grudnia 1970 do 1982 był członkiem zespołu redakcji Przeglądu Sportowego. Do 1974 był sekretarzem, a od 1 sierpnia 1974 do 1982 zastępcą redaktora naczelnego. W latach 1989–2001 był zastępcą redaktora naczelnego pisma Trening. Specjalizował sie w lekkoatletyce, kolarstwie i narciarstwie. Relacjonował m.in. Wyścig Pokoju, Wyścig Bałtycki i Wyścig Przyjaźni. Był działaczem TKKF i ruchu młodzieżowego. W latach 1948–1951 był działaczem AZS. W związkach zawodowych kierował społecznie sekcją kolarską CRZZ. Członek Prezydium Stołecznej Federacji Sportu.
Pochowany na Cmentarzu Wojskowym na Powązkach w Warszawie (kwatera NII-4-9).

## Książki
- Końskie – ziemie, domy rodziny (1999)

- Szlachcic na stadionie (2000)

- Gepard podwójny agent (2000)
- Bez ogródek (2002)
- Nie odbierajmy im świata (2002)
- Żurnaliści (2003)
- W skórze Szatana (2003)
- Opowiadania (2004)
- Tchnienie sportu (2006)

## Odznaczenia
- Krzyż Kawalerski Orderu Odrodzenia Polski
- Krzyż Partyzancki
- Krzyż Armii Krajowej
- Złoty Krzyż Zasługi
- Zasłużony Działacz Kultury